# Haro (gemeente)
Haro is een gemeente in de Spaanse provincie en regio La Rioja met een oppervlakte van 40,53 km². Haro telt 11.324 inwoners (1 januari 2016).

## Demografische ontwikkeling
Bron: INE; 1857-2011: volkstellingen
Opm.: In 1857 werd Cuzcurritilla een zelfstandige gemeente

## Economie
Haro ligt in het noordwesten van de Rioja wijnstreek en veel wijnhuizen zijn hier gevestigd. Rond 1860 kwam er een spoorlijn gereed die de plaats verbond met de havenstad Bilbao. Omstreeks diezelfde tijd trokken veel Franse wijnhandelaren naar de streek om wijn te kopen. De wijngaarden rondom Bordeaux waren aangetast met de druifluis of phylloxera, en ze zochten Spaanse wijn om in de behoefte te voorzien. De spoorwegverbinding maakte de export van de wijn gemakkelijk en Haro heeft deze belangrijke positie weten te behouden.
Ieder jaar, op 29 juni, wordt in de plaats een wijnfeest georganiseerd, La Batalla de Vino de Haro.

## Geboren
- Luis de la Fuente (1961), oud-voetballer en voetbalcoach

## Afbeeldingen

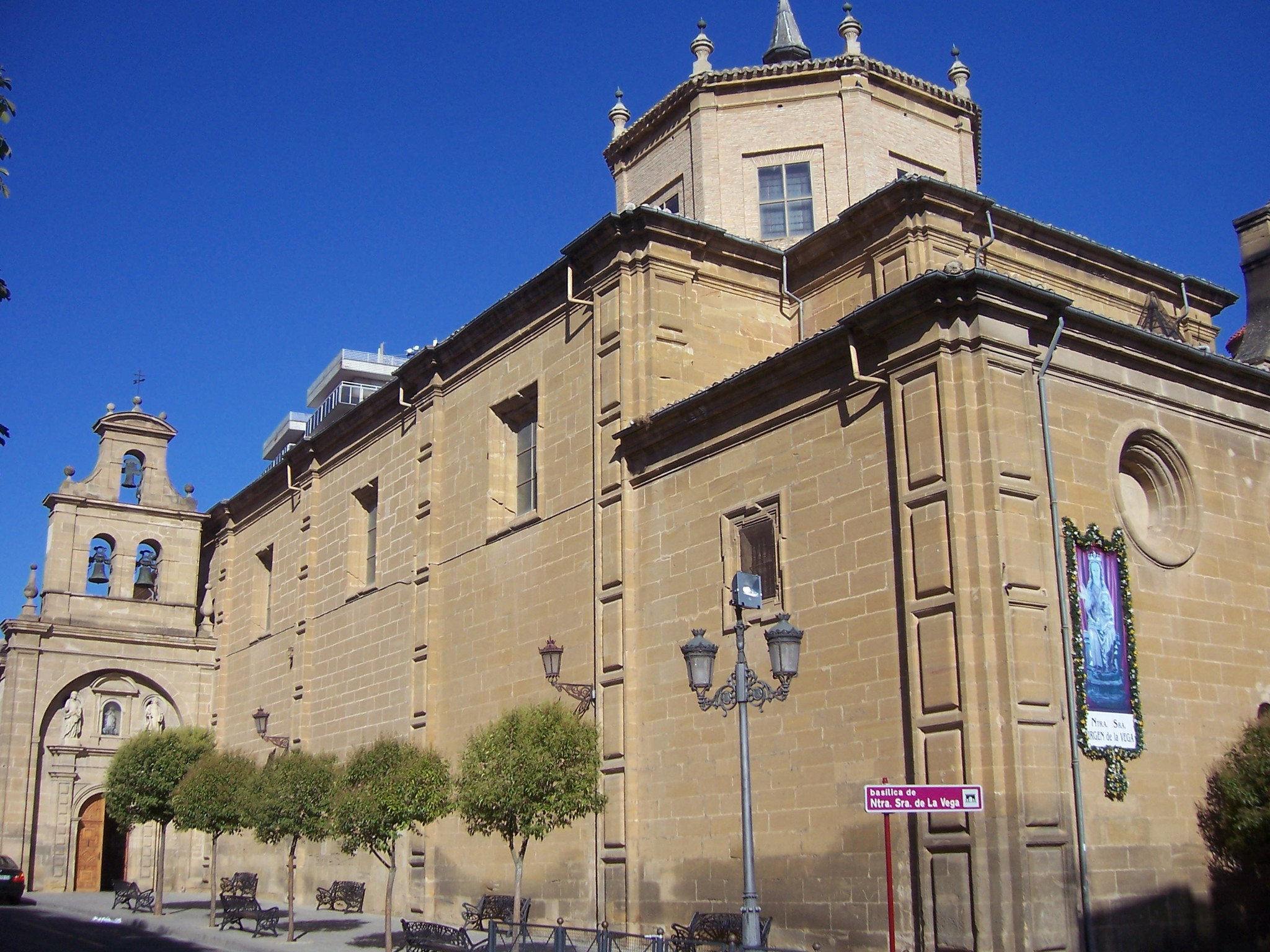
Basilica of Nuestra Señora de la Vega
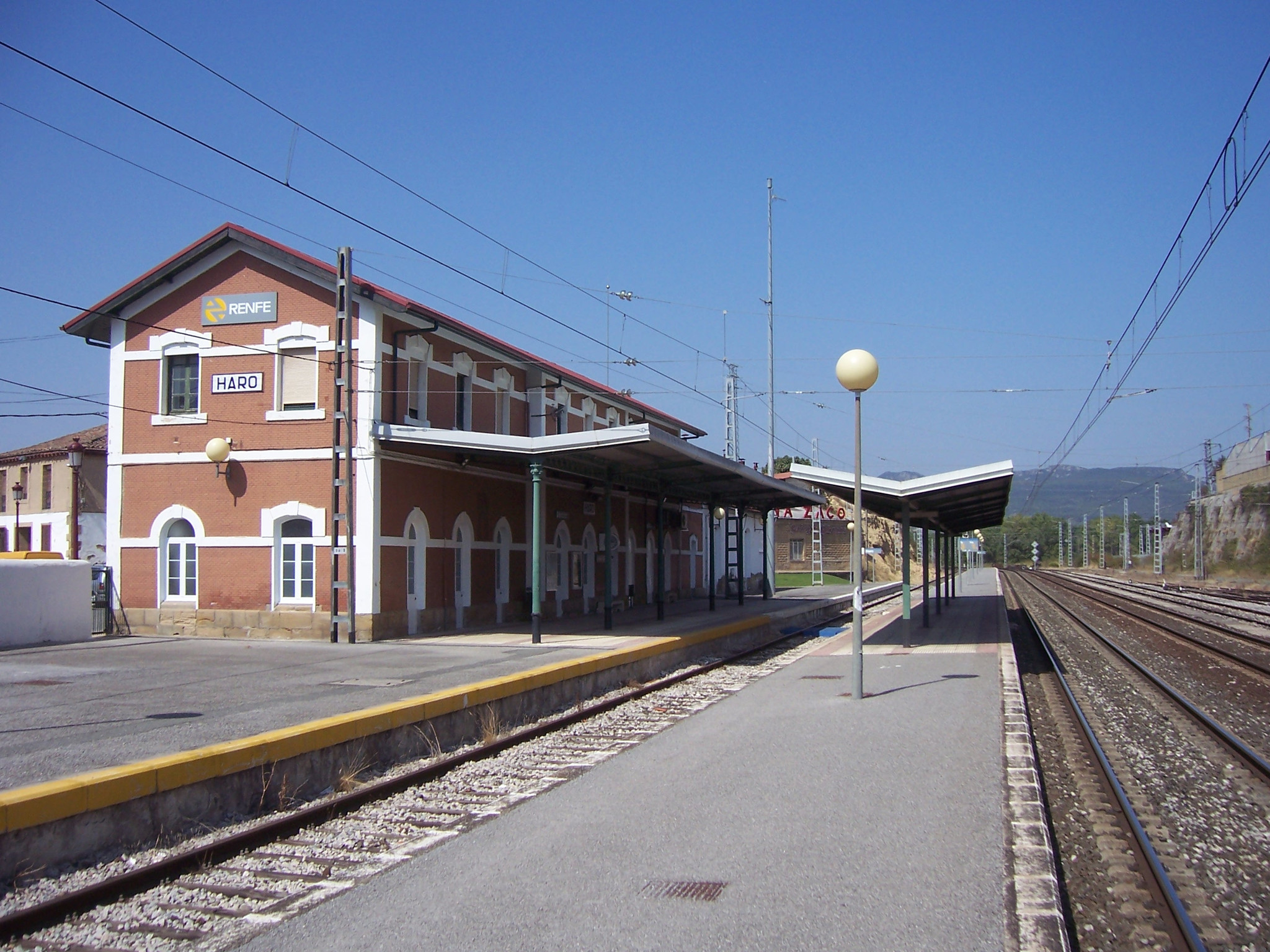
Station Haro
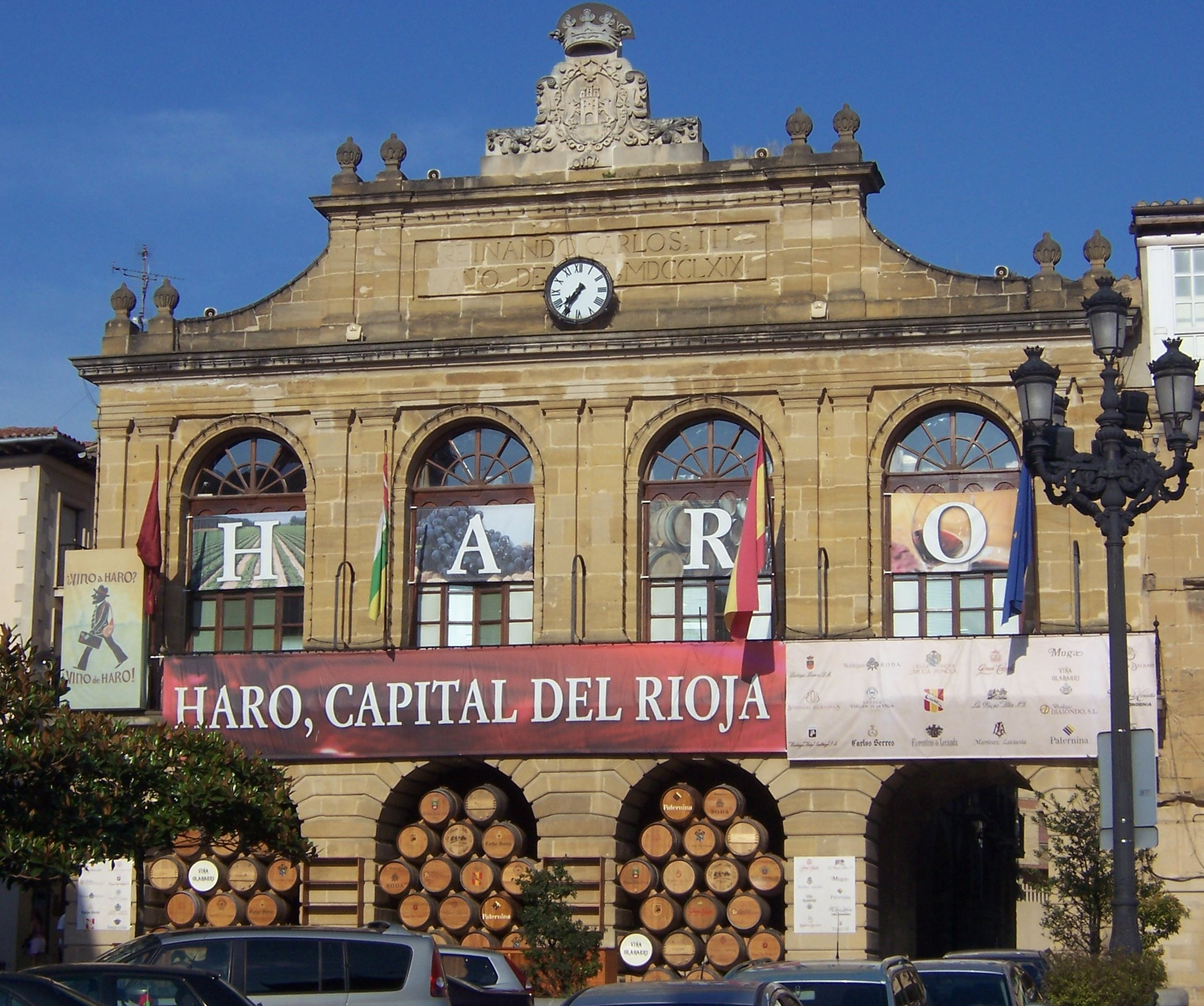
Wijnvaten met Rioja in Haro
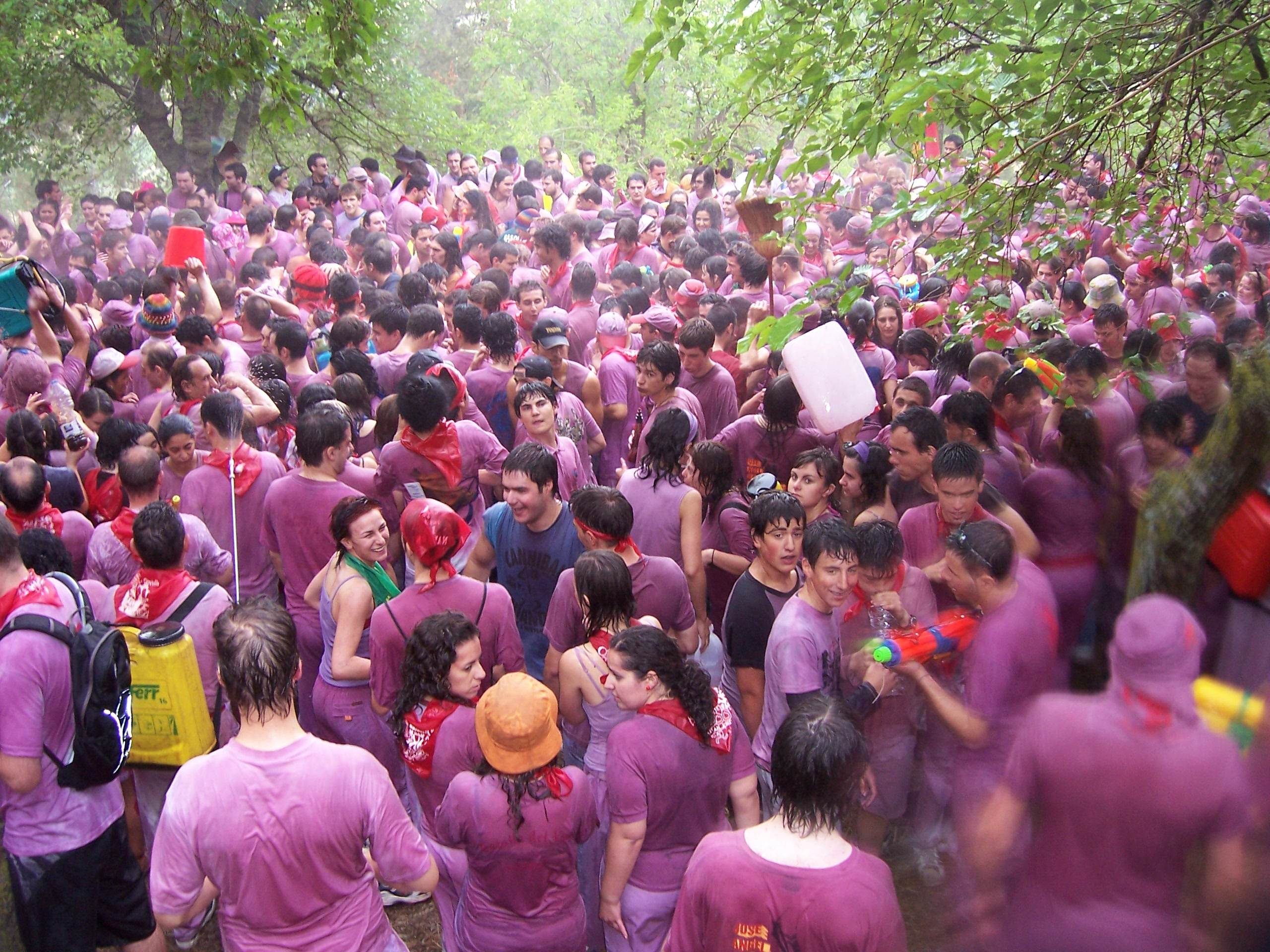
La Batalla de Vino de Haro